# Canton de Bailleul
Le canton de Bailleul est une circonscription électorale française du département du Nord créée par le décret du 17 février 2014. Il tient lieu de circonscription d'élection des conseillers départementaux et entre en vigueur lors des élections départementales de 2015.

## Histoire
Un nouveau découpage territorial du Nord (département) entre en vigueur à l'occasion des premières élections départementales suivant le décret du 17 février 2014. Les conseillers départementaux sont, à compter de ces élections, élus au scrutin majoritaire binominal mixte. Les électeurs de chaque canton élisent au Conseil départemental, nouvelle appellation du Conseil général, deux membres de sexe différent, qui se présentent en binôme de candidats. Les conseillers départementaux sont élus pour 6 ans au scrutin binominal majoritaire à deux tours, l'accès au second tour nécessitant 12,5 % des inscrits au 1er tour. En outre la totalité des conseillers départementaux est renouvelée. Ce nouveau mode de scrutin nécessite un redécoupage des cantons dont le nombre est divisé par deux avec arrondi à l'unité impaire supérieure si ce nombre n'est pas entier impair, assorti de conditions de seuils minimaux. Dans le Nord, le nombre de cantons passe ainsi de 79 à 41.
Le canton de Bailleul est formé de communes des anciens cantons de Bailleul-Sud-Ouest (5 communes), de Steenvoorde (4 communes), de Hazebrouck-Sud (3 communes), de Hazebrouck-Nord (3 communes), de Cassel (3 communes), de Merville (1 commune) et de Bailleul-Nord-Est (3 communes). Il est entièrement inclus dans l'arrondissement de Dunkerque. Le bureau centralisateur est situé à Bailleul.

## Représentation
| Période élective | Période élective | Mandat | Mandat   | Identité           | Nuance | Nuance | Qualité |
| ---------------- | ---------------- | ------ | -------- | ------------------ | ------ | ------ | --- |
| 2015             | 2021             | 2015   | 2021     | Béatrice Descamps  |        | LR     | Sénatrice du Nord (2007-2010 et juin 2017) Maire de Méteren (1989-2020) Vice-présidente chargée de la Culture |
| 2015             | 2021             | 2015   | 2021     | Jean-Marc Gosset   |        | MR     | Ancien conseiller général du Canton de Steenvoorde (1999-2015)                                                |
| 2021             | 2028             | 2021   | en cours | Stéphane Dieusaert |        | LR     | Maire d'Oxelaëre Ancien conseiller général du canton de Cassel (2011-2015)                                    |
| 2021             | 2028             | 2021   | en cours | Marie Sandra       |        | DVD    | Chef d'entreprise Adjointe au maire de Nieppe                                                                 |

### Résultats détaillés

#### Élections de mars 2015
À l'issue du 1er tour des élections départementales de 2015, trois binômes sont en ballottage : Béatrice Descamps et Jean-Marc Gosset (Union de la Droite, 38,22 %), Didier Lejeune et Ghislaine Vancauwenberghe (FN, 28,74 %) et Stéphanie Bodele et Michel Gilloen (PS, 28,23 %). Le taux de participation est de 56,19 % (22 166 votants sur 39 445 inscrits) contre 46,81 % au niveau départemental et 50,17 % au niveau national.
Au second tour, Béatrice Descamps et Jean-Marc Gosset (Union de la Droite) sont élus avec 43,23 % des suffrages exprimés et un taux de participation de 56,87 % (9 339 voix pour 22 431 votants et 39 445 inscrits).

#### Élections de juin 2021
Le premier tour des élections départementales de 2021 est marqué par un très faible taux de participation (33,26 % au niveau national). Dans le canton de Bailleul, ce taux de participation est de 35,35 % (14 210 votants sur 40 200 inscrits) contre 30,39 % au niveau départemental. À l'issue de ce premier tour, deux binômes sont en ballottage : Stéphane Dieusaert et Marie Sandra (Union à droite, 47,77 %) et Alain Dubois et Emilie Ducourant (Union à gauche avec des écologistes, 27,82 %).
Le second tour des élections est marqué une nouvelle fois par une abstention massive équivalente au premier tour. Les taux de participation sont de 34,36 % au niveau national, 31,01 % dans le département et 35,44 % dans le canton de Bailleul. Stéphane Dieusaert et Marie Sandra (Union à droite) sont élus avec 65,8 % des suffrages exprimés (8 587 voix pour 14 252 votants et 40 209 inscrits),,.

## Composition
Le canton de Bailleul comprend vingt-trois communes entières.
| Nom                              | Code Insee | Intercommunalité   | Superficie (km2) | Population (dernière pop. légale) | Densité (hab./km2) | Modifier                                    |
| -------------------------------- | ---------- | ------------------ | ---------------- | --------------------------------- | ------------------ | ------------------------------------------- |
| Bailleul (bureau centralisateur) | 59043      | CA Cœur de Flandre | 43,42            | 14 734 (2022)                     | 339                | modifier les données · modifier les données |
| Berthen                          | 59073      | CA Cœur de Flandre | 5,18             | 618 (2022)                        | 119                | modifier les données · modifier les données |
| Boeschepe                        | 59086      | CA Cœur de Flandre | 13,59            | 2 212 (2022)                      | 163                | modifier les données · modifier les données |
| Borre                            | 59091      | CA Cœur de Flandre | 5,96             | 564 (2022)                        | 95                 | modifier les données · modifier les données |
| Caëstre                          | 59120      | CA Cœur de Flandre | 10,20            | 1 979 (2022)                      | 194                | modifier les données · modifier les données |
| Cassel                           | 59135      | CA Cœur de Flandre | 12,65            | 2 212 (2022)                      | 175                | modifier les données · modifier les données |
| Le Doulieu                       | 59180      | CA Cœur de Flandre | 11,74            | 1 445 (2022)                      | 123                | modifier les données · modifier les données |
| Eecke                            | 59189      | CA Cœur de Flandre | 10,29            | 1 215 (2022)                      | 118                | modifier les données · modifier les données |
| Flêtre                           | 59237      | CA Cœur de Flandre | 8,98             | 946 (2022)                        | 105                | modifier les données · modifier les données |
| Godewaersvelde                   | 59262      | CA Cœur de Flandre | 11,89            | 2 037 (2022)                      | 171                | modifier les données · modifier les données |
| Hondeghem                        | 59308      | CA Cœur de Flandre | 12,60            | 915 (2022)                        | 73                 | modifier les données · modifier les données |
| Merris                           | 59399      | CA Cœur de Flandre | 10,09            | 1 078 (2022)                      | 107                | modifier les données · modifier les données |
| Méteren                          | 59401      | CA Cœur de Flandre | 18,44            | 2 230 (2022)                      | 121                | modifier les données · modifier les données |
| Nieppe                           | 59431      | CA Cœur de Flandre | 17,24            | 7 685 (2022)                      | 446                | modifier les données · modifier les données |
| Oxelaëre                         | 59454      | CA Cœur de Flandre | 4,72             | 533 (2022)                        | 113                | modifier les données · modifier les données |
| Pradelles                        | 59469      | CA Cœur de Flandre | 3,27             | 404 (2022)                        | 124                | modifier les données · modifier les données |
| Saint-Jans-Cappel                | 59535      | CA Cœur de Flandre | 7,96             | 1 609 (2022)                      | 202                | modifier les données · modifier les données |
| Saint-Sylvestre-Cappel           | 59546      | CA Cœur de Flandre | 8,14             | 1 151 (2022)                      | 141                | modifier les données · modifier les données |
| Sainte-Marie-Cappel              | 59536      | CA Cœur de Flandre | 7,56             | 835 (2022)                        | 110                | modifier les données · modifier les données |
| Staple                           | 59577      | CA Cœur de Flandre | 9,97             | 715 (2022)                        | 72                 | modifier les données · modifier les données |
| Steenwerck                       | 59581      | CA Cœur de Flandre | 27,47            | 3 474 (2022)                      | 126                | modifier les données · modifier les données |
| Strazeele                        | 59582      | CA Cœur de Flandre | 4,69             | 944 (2022)                        | 201                | modifier les données · modifier les données |
| Vieux-Berquin                    | 59615      | CA Cœur de Flandre | 25,96            | 2 641 (2022)                      | 102                | modifier les données · modifier les données |
| Canton de Bailleul               | 5908       |                    | 292,01           | 52 176 (2022)                     | 179                | modifier les données                        |

## Démographie
En 2022, le canton comptait 52 176 habitants, en évolution de +0,45 % par rapport à 2016 (Nord : +0,51 %, France hors Mayotte : +2,11 %).
| 2013   | 2018   | 2022   |
| ------ | ------ | ------ |
| 51 291 | 52 539 | 52 176 |